# Sättare

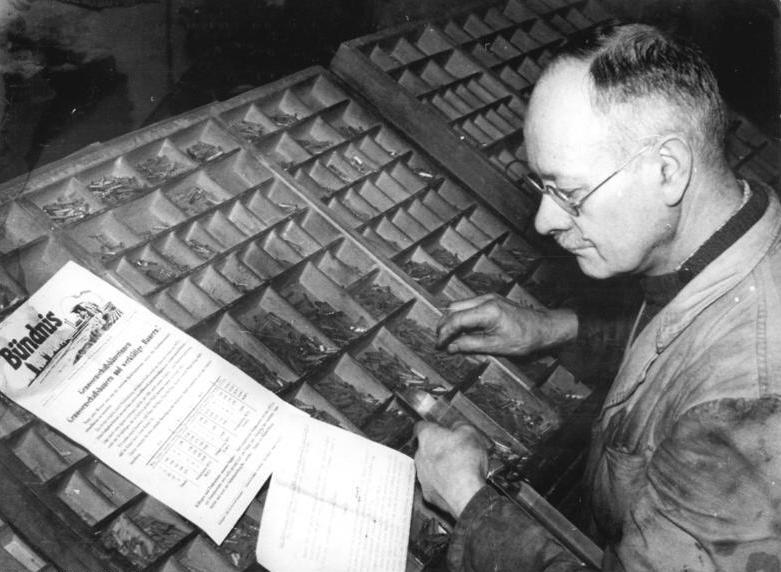
Handsättare i DDR, 1954.

Sättare eller handsättare är den yrkestitel på en person som förr, då metalltyper sattes för hand, satte enskilda blytyper till fulla texter vid ett tryckeri, eller senare gjorde motsvarande arbete med sättningsmaskiner.
Sättarna övergick så småningom till att använda sättningsmaskiner och senare datorer. Då persondatorer blev vanliga kom texterna i allt högre grad att överföras elektroniskt från författarens dator till tryckeriets apparatur och sättarna som yrkesgrupp försvann. Där kvalitetskraven var mindre kom författaren till och med att själv ansvara för typografin (desktop publishing).